# ГЕС-ГАЕС Срісайлам
ГЕС-ГАЕС Срісайлам — гідроелектростанція в центральній частині Індії на межі штатів Андхра-Прадеш і Телангана. Знаходячись між ГЕС Lower Jurala (вище за течією) та ГЕС-ГАЕС Nagarjunasagar, входить до складу каскаду на одній з найдовших річок країни Крішні (тече на схід із Західних Гатів та впадає у Бенгальську затоку на узбережжі Андхра-Прадеш).
Накопичення води для роботи станції здійснює мурована гребля висотою 145 метрів та довжиною 512 метрів, яка потребувала майже 2 млн м3 матеріалу. Почата спорудженням у 1960-му та завершена лише в 1980-х, вона перекрила Крішну посередині вузької ущелини довжиною понад півтори сотні кілометрів, якою річка проривається через Східні Гати до прибережної рівнини. При цьому вище від греблі утворилось водосховище, що звивається ущелиною десятки кілометрів допоки не розливається широко на рівнині Декану на західному схилі хребта. Всього ця водойма має площу поверхні 800 км2 та об'єм 8,7 млрд м3 (корисний об'єм 6,9 млрд м3), а коливання коливання рівня її поверхні в операційному режимі можливе між позначками 245 та 270 метрів НРМ. Сховище задіяне у цілому ряді важливих іригаційних проектів, а також забезпечує роботу двох машинних залів ГЕС.

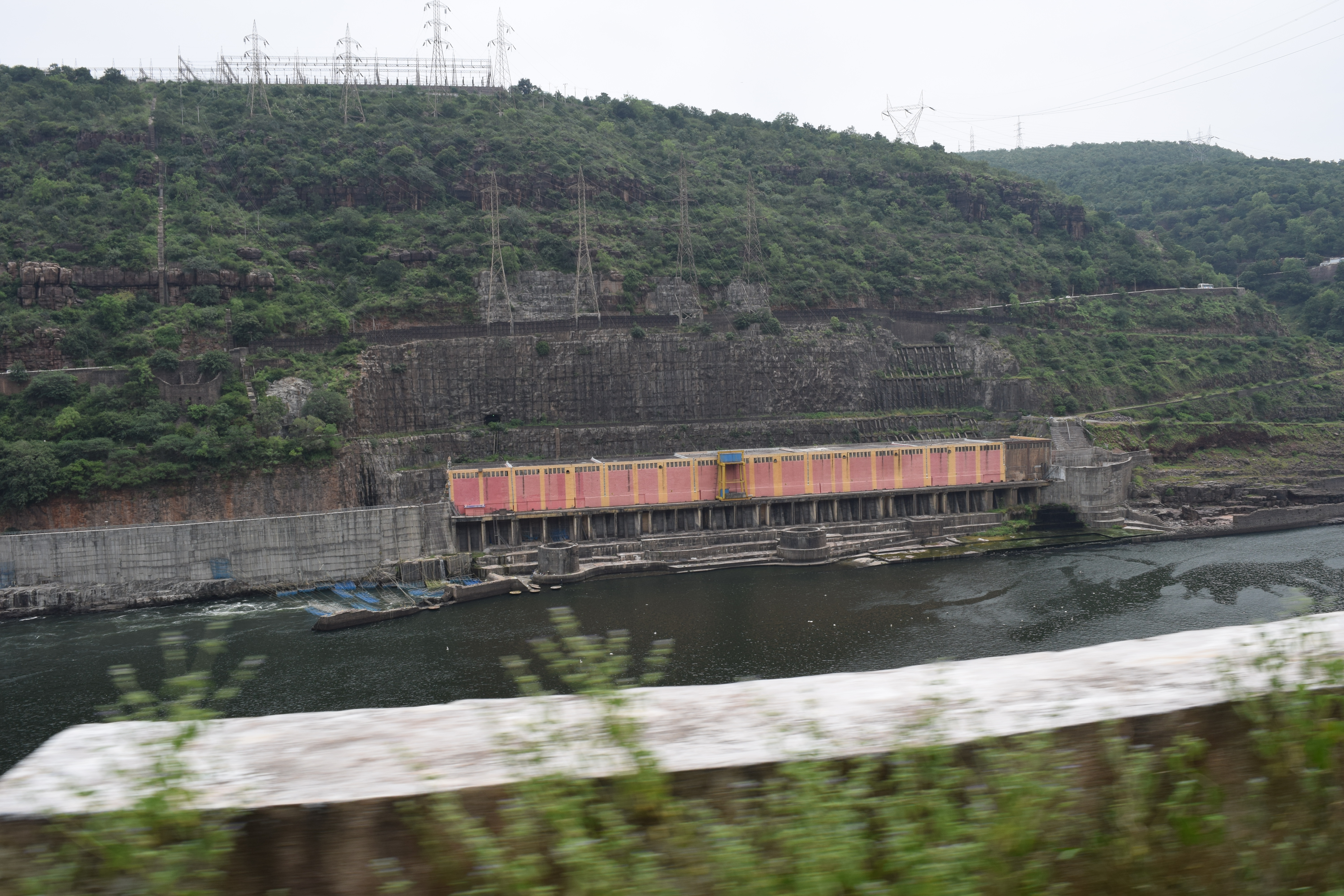
Правобережний машинний зал

Першим в 1982—1987 роках ввели в експлуатацію правобережний зал, обладнавши його сімома турбінами типу Френсіс потужністю по 110 МВт, які мали забезпечувати річне виробництво електроенергії на рівні 3,6 млрд кВт-год.Для подачі води до розташованого на березі річки залу у скельному масиві проклали тунель довжиною 0,7 км та діаметром 15 метрів.
А в 2001—2003 роках на протилежному, лівому березі Крішни облаштували другий машинний зал. Він споруджений у підземному виконанні ближче до греблі, проте, щоб повернутись в річку, відпрацьована вода прямує відвідним тунелем довжиною 2,3 км (всього довжина тунелів проекту, включаючи різноманітні сервісні споруди, сягає 10 км). При цьому як підвідний, так і відвідний тунелі мають такий саме діаметр, як і у першої черги — по 15 метрів. Дана схема забезпечує роботу з номінальним чистим напором у 83 метри та можливою зміною цього показника від 65 до 107 метрів. Такий значний діапазон коливання напору (при зміні рівня водосховища Срісайлам лише на 25 метрів) пояснюється тим, що роль нижнього б'єфа виконує водосховище ГЕС Nagarjunasagar. Номінальна потужність кожного гідроагрегату становить 153 МВт (в залежності від напору показник може змінюватись від 106 до 176 МВт). Лівобережний машинний зал мав забезпечити додаткове виробництво 1,2 млрд кВт-год електроенергії на рік та мав важливу особливість –його оснастили оборотними турбінами типу Френсіс, котрі дозволяють виконувати функцію гідроакумуляції. Для видачі продукції цього машинного залу призначена ЛЕП, розрахована на роботу під напругою 400 кВ.

Працюють водоскиди греблі

Станції спорудили у Андхра-Прадеші через Andhra Pradesh Power Generation Corporation, проте на початку 2010-х відбулось виділення нового штату Телангана, внаслідок чого на цій ділянці Крішна стала межею двох адміністративних одиниць. Як наслідок, лівобережний машинний зал опинився в Телангані, котра має власну енергетичну компанію Telangana Power Generation Corporation. Це призвело до проблем у визначенні режиму роботи ГЕС — представники Андхра-Прадеш прагнули максимально використовувати гідроакумулюючу функцію, запасаючи енергію, вироблену тепловими електростанціями свого штату. В той же час, Телангана відчувала сильний дефіцит генеруючих потужностей та відмовлялась приймати електроенергію для подачі на ГАЕС Срісайлам замість того, щоб вона могла використати її з метою покриття існуючого в мережі дефіциту.
Ще однією проблемою є підтримання рівня води у нижньому б'єфі — для роботи в насосному режимі він повинен бути не меншим за 165 метрів НРМ, тоді як у сховищі ГЕС Nagarjunasagar таке буває лише 2—3 місяці на рік. Тому комплекс доповнили розташованою нижче невеликою греблею, котра утримувала нижній балансуючий резервуар та дозволяла працювати в режимі ГАЕС незалежно від пори року. Втім, у середині 2010-х ця споруда зазнала суттєвих пошкоджень та більше не могла виконувати свою функцію, через що виникли плани зведення нової споруди такого ж призначення.